# ATP Firenze 1987
L'ATP Firenze 1987 è stato un torneo di tennis giocato sulla terra rossa. È stata la 15ª edizione dell'ATP Firenze che fa parte del Nabisco Grand Prix 1987. Si è giocato a Firenze in Italia dal 18 al 24 maggio 1987.

## Campioni

### Singolare
Andrej Česnokov ha battuto in finale  Alessandro De Minicis con il punteggio di 6–1, 6–3

### Doppio
Wolfgang Popp /  Udo Riglewski hanno battuto in finale  Paolo Canè /  Gianni Ocleppo  con il punteggio di 6–4, 6–4